# Bandai Namco Entertainment
Bandai Namco Entertainment Inc. — японський транснаціональний видавець відеоігор зі штаб-квартирою в Мінато, Токіо. Міжнародні філії компанії, Bandai Namco Entertainment America та Bandai Namco Entertainment Europe, розташовані відповідно в Ірвайні, Каліфорнія, та Ліоні, Франція. Це дочірня компанія, що належить розважальному конгломерату Bandai Namco Holdings.
Bandai Namco Entertainment було створено 31 березня 2006 року, як результат минулорічного корпоративного злиття незалежних компаній Namco та Bandai. Спочатку відомі як Namco Bandai Games, об’єднали підрозділи Bandai Games і Namco Networks, щоб створити Namco Bandai Games America. Namco Bandai Games поглинули підрозділ відеоігор Banpresto у 2008 році та розпустили Bandai Networks у 2009 році.
У 2012 році розробка відеоігор була відокремлена в самостійну компанію Namco Bandai Studios для пришвидшення часу розробки та тіснішу згуртованість між командами розробників. Namco Bandai Games була перейменована в Bandai Namco Games у 2014 році, а через рік вже на Bandai Namco Entertainment.
Bandai Namco Entertainment володіє кількома багатомільйонними франшизами відеоігор, включаючи Pac-Man, Tekken, Gundam, Soulcalibur, Tales, Ace Combat, Taiko no Tatsujin, The Idolmaster і Dark Souls. Pac-Man є офіційним маскотом компанії.
Станом на березень 2022 року це третя за величиною компанія-виробник відеоігор в Японії після Sony Interactive Entertainment і Nintendo, випереджаючи Sega, Square Enix, Nexon, Capcom і Konami. Компанія також володіє ліцензіями на кілька японських медіа-франшиз, таких як Shonen Jump, Kamen Rider, Super Sentai, Sword Art Online і Ultra Series — що є основною сферою видавничої та розробницької діяльності стратегічного бізнес-підрозділу Bandai Namco Group (Content SBU), а також головного підрозділу розробки відеоігор Bandai Namco Holdings.

## Історія
У лютому 2005 року, напередодні свого 50-річчя, Namco оголосили про свої плани об'єднання з Bandai з метою створення Bandai Namco Holdings. Злиття було завершено 25 вересня того ж року, утворивши в результаті третього за розміром видавця відеоігор в Японії. Bandai придбали Namco за 1,7 мільярди доларів, причому Namco отримали 43 відсотки акцій, тоді як Bandai дісталися інші 57 відсотків.
Обидві компанії у спільній заяві назвали причиною їхнього злиття зниження рівня народжуваності в Японії, розвиток технологій та посилення актуальності їхньої продукції для нової аудиторії. 26 січня 2005 року Namco Hometek і Bandai Games об'єдналися, щоб створити американський підрозділ компанії Namco Bandai Games America. До 31 березня 2006 року обидві компанії працювали незалежно у новоствореній Bandai Namco Holdings, потім було вирішено об'єднати всі їх операції з розробки відеоігор в один структурний підрозділ Namco Bandai Games.
1 квітня 2008 року студія Banpresto перейшла у власність Namco Bandai Games, а 1 квітня 2009 року Bandai Networks, підрозділ компанії відповідальний за продукцію для мобільних пристроїв, було ліквідовано і також приєднано до Namco Bandai Games.
Безпосередньо перед випуском Afro Samurai наприкінці 2008 року компанія оголосила про створення Surge — нової студії та лейблу, орієнтованих на західну аудиторію із більш зрілими темами внутрішньоігрового контенту. Пізніші матеріали преси вказували на те, що Dead to Rights: Retribution і Splatterhouse також будуть випущені під лейблом Surge, але цим планам не судилося збутися. Обидві гри були випущені під старим лейблом Namco, щоб відобразити спадщину серії, а Surge, в свою чергу, було поступово ліквідовано після випуску їх єдиного проєкту Afro Samurai.
У 2010 році Namco Bandai Games увійшла до Книги рекордів Гіннесса як компанія, яка випустила найбільше телевізійних рекламних роликів для одного продукту. Для своєї гри Solatorobo: Red the Hunter на Nintendo DS, що містила в собі 100 глав, вони створили 100 версій реклами.
На початку 2011 року Namco Networks приєднались до Namco Bandai Games America, фактично об’єднавши у американському підрозділі компанії всі операції з розробки ігор для консолей, портативних гральних систем і мобільних пристроїв.
2 квітня 2012 року Namco Bandai Games перенесла свої команди розробників відеоігор в нову компанію під назвою Namco Bandai Studios з метою пришвидшення процесів розробки та тіснішої згуртованості між різними командами розробників. У нову компанію увійшло приблизно 1 тисяча співробітників.
У березні 2013 року Namco Bandai Games заснували дві нові ігрові студії. Перша, Namco Bandai Studios Singapore, позиціонувалася як «провідний центр розробки» Namco Bandai в Азії та орієнтувалася на цільовий ринок Азіатсько-Тихоокеанського регіону. Друга студія, Namco Bandai Studios Vancouver, працює над соціальними онлайн-іграми та орієнтована на розробку ігрового контенту для Північної Америки та Європи. У липні 2013 року компанія Namco Bandai Partners (NBP) стала частиною Namco Bandai Games Europe (NBGE) з метою спростити процес видання та поширення проєктів. Зараз ця компанія відома під назвою Bandai Namco Entertainment Europe (BNEE). Австралійська дочірня компанія BNEE, Bandai Namco Entertainment Australia, окрім того, що виступає видавцем і дистриб’ютором проєктів Bandai Namco в Австралії, також працює з проєктами Square Enix і NIS America.

Логотип Bandai Namco Entertainment 2015-2022 років

У 2014 році Namco Bandai Games і Namco Bandai Studios стали відповідно Bandai Namco Games і Bandai Namco Studios. Ця зміна уніфікувала бренд на міжнародному рівні, щоб підвищити «вартість» і «привабливість» імені. Повну назву компанії було змінено на Bandai Namco Entertainment 1 квітня 2015 року.
1 квітня 2018 року бізнес-підрозділ Bandai Namco Entertainment з розважальних автоматів було передано дочірній компанії Bandai Namco Amusement.
У вересні 2020 року Bandai Namco Entertainment Europe придбала канадського розробника відеоігор Reflector Entertainment. Компанія придбала міноритарну частку Limbic Entertainment у лютому 2021 року і стала основним акціонером у жовтні 2022 року.
У березні 2021 року Bandai Namco Amusement оголосила про припинення розробки аркадних ігор у Північній Америці через закриття ігрових закладів під час пандемії COVID-19. Незважаючи на оголошення, це не вплинуло на роботу  Bandai Namco Amusement America. У квітні 2021 року Bandai Namco Entertainment America оголосили, що закриють свій офіс у Санта-Кларі та переїдуть до нового офісу в Південній Каліфорнії.
У червні 2022 року Bandai Namco Entertainment і ILCA. Inc оголосили про заснування Bandai Namco Aces, 51% акцій якого належить Bandai Namco, а 49% акцій – ILCA. Ця нова компанія-розробник відеоігор відповідатиме за розробку AAA-проєктів, включаючи серію Ace Combat.
20 листопада 2024 року компанія оголосила про злиття Bandai Namco Online з материнською компанією, у результаті чого дочірня компанія буде розформована, а її співробітники приєднаються до основного підприємства. Це рішення було ухвалене після розчаровуючих результатів ігор Blue Protocol та Gundam Evolution, які не виправдали очікувань. Завершення процесу ліквідації заплановано на квітень 2025 року.

## Корпоративна структура
Штаб-квартира Bandai Namco Entertainment спочатку базувалася в Шінаґава, Токіо, а в лютому 2016 року перемістился в Мінато, Токіо. Північноамериканський і європейський підрозділи відповідно в Санта-Кларі, Каліфорнія, як Bandai Namco Entertainment America, і в Ліоні, Франція, як Bandai Namco Entertainment Europe. Підрозділи також були створені в Китаї, Гонконгу та Тайвані. Більшість неамериканських і японських підрозділів раніше були дистриб’юторськими підрозділами Atari, поки компанія не продала їх Bandai Namco в липні 2009 року разом із своїм підрозділом Distribution Partners, який перейменували на Namco Bandai Partners, а в 2013 році закрили.
Bandai Namco Entertainment є основним підрозділом розробки «Стратегічного бізнес-підрозділу» Bandai Namco Group (Content SBU) і основною філією розробки відеоігор Bandai Namco Holdings.

## Розробка програмного забезпечення та дочірні компанії
Основною студією розробки відеоігор Bandai Namco Entertainment є Bandai Namco Studios, заснована в квітні 2012 року як окрема компанія, яка займається розробкою відеоігор для домашніх консолей, портативних гральних систем, мобільних пристроїв і аркадного обладнання, тоді як Bandai Namco Entertainment займається управлінням, маркетингом і публікацією цих продуктів. Bandai Namco Studios також виробляє музику та відео на основі своєї інтелектуальної власності і має студії розробки в офісах Європи, Азії та Америки.
Bandai Namco Online була заснована в 2009 році та є дочірньою компанією, яка відповідає за онлайн-ігри Bandai Namco Studios. B.B. Studio була створена в квітні 2011 року в результаті злиття Banpresto і Bandai Entertainment Company (BEC), займаючись розробкою франшизи Super Robot Wars та інших відеоігор на основі японських ліцензій.

## Розроблені ігри
- Список ігор Bandai Namco
- Список ігрових франшиз Bandai Namco[en]